# Antoniewko
Antoniewko [antɔˈɲefkɔ] (tiếng Đức: Auenwalde) là một khu định cư thuộc gmina Bierzwnik, huyện Choszczno, tỉnh Zachodniopomorskie, phía tây bắc Ba Lan. Antoniewko cách Bierzwnik khoảng 10 kilômét (6 mi) về phía đông bắc, cách Choszczno khoảng 26 km (16 mi) về phía đông, và cách thủ phủ của Zachodniopomorskie là Szczecin khoảng 87 km (54 mi) về phía đông nam.